# Alfred Rabofsky
Alfred Rabofsky (Viena, 29 de juny de 1919 - Viena, 19 de setembre de 1944) va ser un tipògraf i activista polític comunista austríac. Va ser condemnat a mort pel poder judicial nazi i guillotinat als 25 anys.

## Trajectòria
Rabofsky va aprendre l'ofici de tipògraf. Quan era adolescent va pertànyer als Falcons Rojos i, a partir de 1934, també a la il·legalitzada Associació de Joves Comunistes Austríacs (KJVÖ). Després de l'annexió d'Àustria, va continuar sent actiu políticament i va formar part del grup de resistència antifeixista Gruppe Soldatenrat ("Grup del Consell de Soldats"). Va ser reclutat a la Wehrmacht i nomenat sergent mèdic a causa de la seva actuació. Juntament amb els seus companys, va dissenyar, produir i enviar fulletons a adreces postals de camp recollides en diversos llocs.
El 16 de juny de 1943 va ser arrestat i el 8 de febrer de 1944 condemnat a mort amb «pèrdua de l'honor de per vida» pel Tribunal Popular de Viena. Els condemnats van ser Ernestine Diwisch, Friedrich Muzyka, Ernestine Soucek, Sophie Vitek i Anna Wala. Dels coacusats, només van sobreviure Sophie Vitek, la pena de mort de la qual va ser communtada per una pena de 15 anys de presó, i Ernestine Soucek, per una de vuit o nou anys de presó.
El seu germà Eduard també va ser arrestat, juntament amb Christian Broda, la declaració exculpatòria del qual suposadament va salvar la vida d'Alfred, que va sobreviure al règim nazi. Alfred Rabofsky es va casar el febrer de 1943 i el seu fill va néixer mentre era a la presó tot i que no el va veure mai. Una sol·licitud de clemència va ser rebutjada personalment per Hitler. El 19 de setembre de 1944 va ser executat a la guillotina, juntament amb els resistents monàrquic-catòlics Franz i Marie Schönfeld, així com sis presos polítics més del règim nazi.

## Commemoració
El nom de Rabofsky es pot trobar a la placa commemorativa de l'antiga sala d'execucions del Tribunal Regional de Viena. Està enterrat al complex de fosses del grup 40 (fila 22/tomba 162) del cementiri central de Viena.
Pel 10è i 20è aniversari de la seva execució, es van organitzar actes de commemoració a la sala d'execucions del Tribunal Regional de Viena. El 1954, l'historiador Friedrich Heer va honrar el coratge i la sinceritat de Rabofsky i, per primera vegada en l'era postnazi, va traçar una clara línia de demarcació entre els perpetradors massius, còmplices i seguidors, les morts dels quals durant la guerra d'agressió de Hitler van ser commemorades en nombroses memorials de l'època, i els herois individuals de la resistència com Rabofsky: «Avui la gent menteix descaradament sobre la mort desesperada d'aquestes masses en una mort heroica, se'ls diu un testament que se suposa que compromet els seus germans i fills, els seus esposes i germanes, a una renovada maquinària de guerra, amb la mateixa gana de proporcionar com elles. Ells que van sucumbir a la coacció i el terror, la seducció i la seva pròpia voluntat no il·luminada». El 1964, l'escriptor Albert Massiczek va parlar al mateix lloc.